# الأسد T

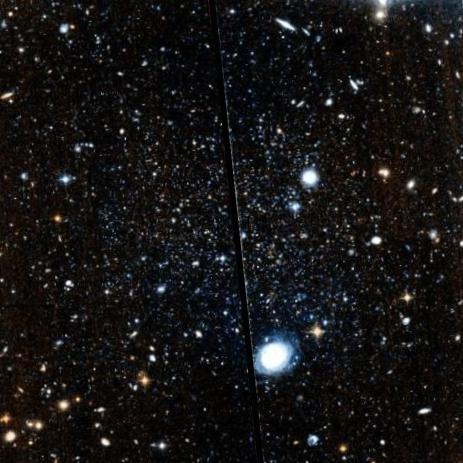
الأسد تي (LEDA 4713564) - تلسكوب هابل الفضائي - أرشيف تراث هابل

مجرة الأسد -T (ليو T) هي مجرة قزمة كروية تقع في كوكبة الأسد على بعد 1,365 الف سنة ضوئية (420 كيلو فرسخ فلكي) من الشمس اكتشفت في عام 2006 من البيانات المستخلصة من برنامج مسح سلووان الرقمي للسماء وأعلن هذا الاكتشاف في 2007. وتتحرك بعيدا عن الشمس بسرعة 35 كم / ثانية تقريبا.وبالنسبة لدرب التبانة تتحرك ليو T بسرعة −60 كم/ث وهذا يعني أنها تقترب من مجرتنا بسرعة منخفضة.

## الخصائص والتصنيف
ليو T واحدة من أصغر وأخفت المجرات في المجموعة المحلية - لمعانها المتكامل يعادل لمعان الشمس حوالي 40,000 مرة ومع ذلك، كتلتها تعادل حوالي 8 مليون كتلة شمسية، وهو ما يعني أن كتلة ليو إلى نسبة الضوء حوالي 140. نسبة الكتلة العالية إلى الضوء تعني أن ليو T تهيمن عليها المادة المظلمة.
وتصنف ليو T كجرم انتقالي أو مجرة هوبت (مجرة صغيرة خافتة متوسطة الحجم بين مجرة غير منتظمة وعنقود مغلق) وهي تسمية تطلق على المجرات القزمة .و('T' في الاسم) تعني بين المجرات القزمة الكروية (dSph) والمجرات القزمة الغير المنتظمة (dIrr) . نصف قطرها المضئ حوالي 180 فرسخ فلكي.
وعلى عكس مجرات هوبت الأخرى، ليو T تحتوي على نجوم قديمة وحديثة. كما أنها تحتوي على كميات كبيرة من غاز الهيدروجين - المكون الرئيسي لتكوين النجوم - مما يدل إلى أنها لا تزال حضانة نجمية نشطة.